# Królowie Katoliccy

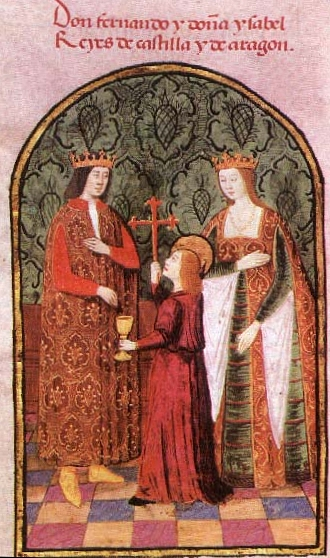
Izabela i Ferdynand

Królowie Katoliccy (hiszp. Los Reyes Católicos) – wspólny tytuł nadany królewskim małżonkom Izabeli I Katolickiej i Ferdynandowi II Katolickiemu przez papieża Aleksandra VI.
W 1493 wszyscy następcy Izabeli i Ferdynanda uzyskali od papieża prawo noszenia tytułu Król Katolicki. Przysługiwał im przez to zwrot: Jego/Jej Katolicka Mość